# Puccinia caricina
Puccinia caricina är en svampart. Puccinia caricina ingår i släktet Puccinia och familjen Pucciniaceae.

## Underarter
Arten delas in i följande underarter:
- magnusii
- pringsheimiana
- ribesii-pendulae
- ribis-nigri-lasiocarpae
- ribis-nigri-paniculatae
- caricina